# Campina Grande do Sul
Campina Grande do Sul este un oraș în Paraná (PR), Brazilia.